# Hypoxycera simplex
Hypoxycera simplex är en tvåvingeart som beskrevs av Lindner 1966. Hypoxycera simplex ingår i släktet Hypoxycera och familjen vapenflugor. Inga underarter finns listade i Catalogue of Life.